# Dianthus erythrocoleus
Dianthus erythrocoleus är en nejlikväxtart som beskrevs av Pierre Edmond Boissier. Dianthus erythrocoleus ingår i släktet nejlikor, och familjen nejlikväxter. Inga underarter finns listade i Catalogue of Life.